# ジャムス駅
ジャムス駅（ジャムスえき）とは、中華人民共和国黒竜江省ジャムス市前進区に位置する図佳線、綏佳線、佳富線、鶴崗線の駅。

## 歴史
- 1902年 開業。

## 隣の駅
中華人民共和国鉄道部
図佳線
東ジャムス駅 - ジャムス駅
綏佳線
西ジャムス駅 - ジャムス駅
哈佳線
ジャムス西駅 - ジャムス駅
佳富線
ジャムス駅 - 東ジャムス駅
鶴崗線
ジャムス駅 - 西ジャムス駅
座標: 北緯46度48分06秒 東経130度22分33秒 / 北緯46.8017度 東経130.3758度